# Zofia Szmydt
Zofia Szmydt (née le 29 juillet 1923 à Varsovie, décédée le 26 novembre 2010) est une mathématicienne polonaise.

## Carrière
Elle est la fille de Józef Szmydt et Zofia Szmydtowa (pl) née Gąsiorowska, historienne et philologue. Elle commence ses études de mathématiques dans des classes clandestines à l'université de Varsovie. Avec sa famille, elle est déplacée de Varsovie après l'Insurrection de Varsovie et s'installe à Cracovie. En 1946, elle est diplômée des études de mathématiques à l'université Jagellonne, où en 1949, elle a soutenu sa thèse de doctorat avec une thèse intitulée O całkach pierwszych równania różniczkowego (sur les intégrales premières d'une équation différentielle), écrite sous la direction de Tadeusz Ważewski (pl). Jusqu'en 1952, elle travaille à l'université Jagellonne, de 1949 à 1971, elle est employée de la branche de Cracovie de l'Institut mathématique de l'Académie polonaise des sciences, en 1958, elle reçoit le diplôme de docteur en sciences, en 1961, elle est nommée professeure associée. En 1971, elle devient employée de l'Université de Varsovie, en 1984, elle reçoit le titre de professeur titulaire et, en 1993, elle prend sa retraite.
Dans ses recherches scientifiques, elle a traité de la théorie des équations différentielles, de la théorie du potentiel et de la théorie de la distribution. En 1972, elle publie le livre Transformées de Fourier et équations différentielles linéaires.
Elle est enterrée au cimetière Powązki (section 263-5-23).

## Récompenses et décorations
En 1956, elle est lauréate du prix Stefan-Banach pour ses recherches sur les méthodes topologiques pour les équations différentielles non-linéaires ordinaires. En 1973, elle reçoit la Croix de Chevalier de l'Ordre Polonia Restituta for ses services à l'enseignement mathématique.

## Publications

### Ouvrages
- Topological Imbedding of Laplace Distributions in Laplace Hyperfunctions, Polish Academy of Sciences, 1998 (avec Bogdan Ziemian)
- The Mellin Transformation and Fuchsian Type Partial Differential Equations, Springer, 1992 (ISBN 978-0792316831) (avec Bogdan Ziemian)
- Fourier Transformation and Linear Differential Equations, Springer, 1977 (ISBN 978-90-277-0622-5)

### Articles
- « Paley–Wiener theorems for the Mellin transformations », Ann. Polon. Math., vol. 51,‎ 1990
- « Sur un problème concernant un systèmes d'équations différentielles hyperboliques d'ordre arbitraire à deux variables indépendantes », Bull. Acad. Polon. Sci., vol. III, no 5,‎ 1957
- « Sur l'allure asymptotique des intégrales des équations différentielles ordinaires », Ann. Soc. Polon. Math., vol. 24, no 2,‎ 1951